# Masacre de Aurora de 2012
La masacre de Aurora de 2012 fue un caso de asesinato masivo que tuvo lugar el viernes 20 de julio de dicho año durante el estreno de la película The Dark Knight Rises (Batman: El Caballero de la Noche Asciende) de la saga Batman, dentro de una sala de cine Century 16  en el condado de Aurora (Colorado, Estados Unidos), un suburbio de Denver, la capital del estado de Colorado.
Fue un ataque armado dentro del mencionado local, perpetrado por James Eagan Holmes, quien, muy convenientemente, vestía equipo táctico (de uso militar). Primero hizo estallar granadas de gas lacrimógeno y bajo esa cobertura, comenzó a disparar, indiscriminadamente contra el público con múltiples armas de fuego. Doce personas fueron asesinadas a mansalva y otras 70 resultaron heridas, 58 de ellas por disparos del homicida. De los fallecidos, diez murieron durante el tiroteo y dos mientras eran atendidos en hospitales. Con un total de setenta y un víctimas entre muertos y heridos, fue el mayor tiroteo masivo en la historia de los Estados Unidos hasta la masacre de la discoteca Pulse de Orlando en 2016.
El agresor, de 24 años e identificado como James Eagan Holmes, nacido el 13 de diciembre de 1987, era estudiante en la Escuela de Medicina de la Universidad de Colorado, aunque había abandonado los estudios en junio de 2012. Holmes fue inmediatamente detenido tras la masacre.
Los heridos fueron atendidos en varios hospitales, incluyendo un hospital improvisado en la escena del ataque. Testigos no lesionados fueron trasladados a la Gateway High School para sesiones informativas.

## Tiroteo

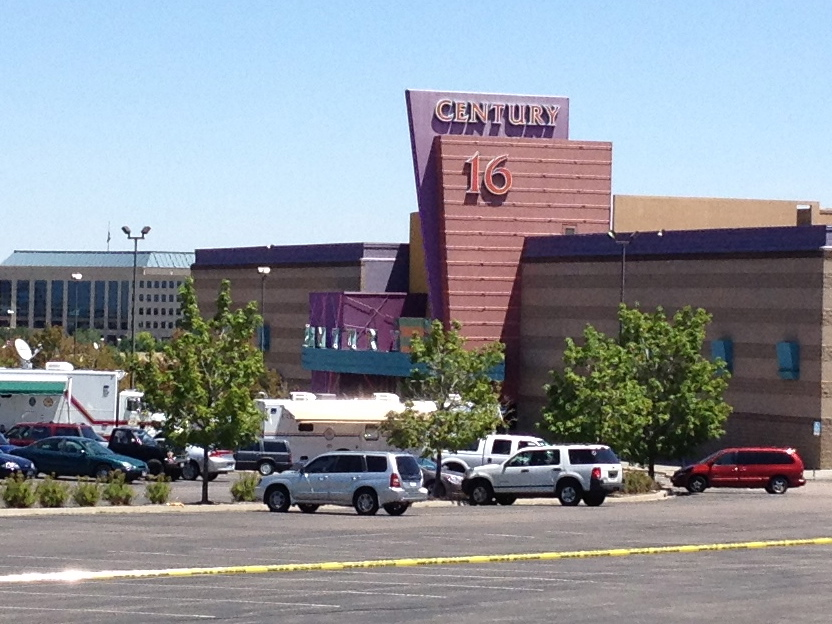
Cine donde se desarrollaron los hechos.

El ataque ocurrió en el Cine 9 al lado del Centro de la Ciudad en Aurora. Se informó que el tirador entró al cine a través de una puerta de emergencia alrededor de media hora después de iniciada la película, usando una máscara antigás y un chaleco antibalas.
El jefe de la policía de Aurora, Dan Oates, dijo en una conferencia de prensa que el sospechoso utilizó dos dispositivos para distraer a los miembros de la audiencia, que "encendió un cigarro o algo" en el cine, antes de usar un fusil semiautomático tipo AR-15, una escopeta Remington calibre 12, y una pistola calibre 10 mm (.40) para disparar contra la multitud del cine. Se le encontró una segunda pistola Glock en el auto Hyundai blanco de su propiedad detrás del cine.
De acuerdo a las fuentes del FBI, el pistolero aparentemente abrió una puerta de emergencia en la parte trasera del cine, para ir a su coche para prepararse, y así poder entrar fácilmente al cine para comenzar su ataque. La mayor parte de los miembros de la audiencia, contaron que no pudieron ubicar al tirador. Vestía un disfraz, pero también otros se habían disfrazado para la película. Muchos pensaron inicialmente que el pistolero estaba haciendo algún tipo de broma, hasta que lanzó granadas de gas y comenzó a disparar sus armas. Otros de los testigos, pensaron que los disparos era una parte de los efectos especiales de la película.
Alrededor de "la primera escena con armas", un hombre enmascarado lanzó una granada de humo, que oscureció parcialmente la vista del público. El pistolero sacó un fusil y abrió fuego contra el público, y se detuvo solo para recargar su arma. Primero disparó en la dirección de la parte posterior de la sala, luego apuntó hacia la gente que estaba tratando de escapar por los pasillos. Algunas balas penetraron la pared del cine e hirieron a personas en la sala vecina, la número 8, donde se estaba proyectando la misma película. Tras salir, un miembro de la audiencia vio al tirador ir hacia la salida y le bloqueó el paso al sostener la puerta de emergencia cerrada mientras el atacante golpeaba el otro lado de la puerta.
Las llamadas de emergencia se hicieron a las 12:39 a. m., y la policía llegó menos de noventa segundos después, casi inmediatamente para aprehender al sospechoso al entrar a la escena. Los investigadores llegaron a la conclusión de que el tirador actuó por cuenta propia y que las acciones no eran parte de un ataque de alguna organización terrorista. La policía, lo primero que hizo, fue entrevistar a algo de doscientos testigos para entender cómo se llevó a cabo el ataque.

## Víctimas

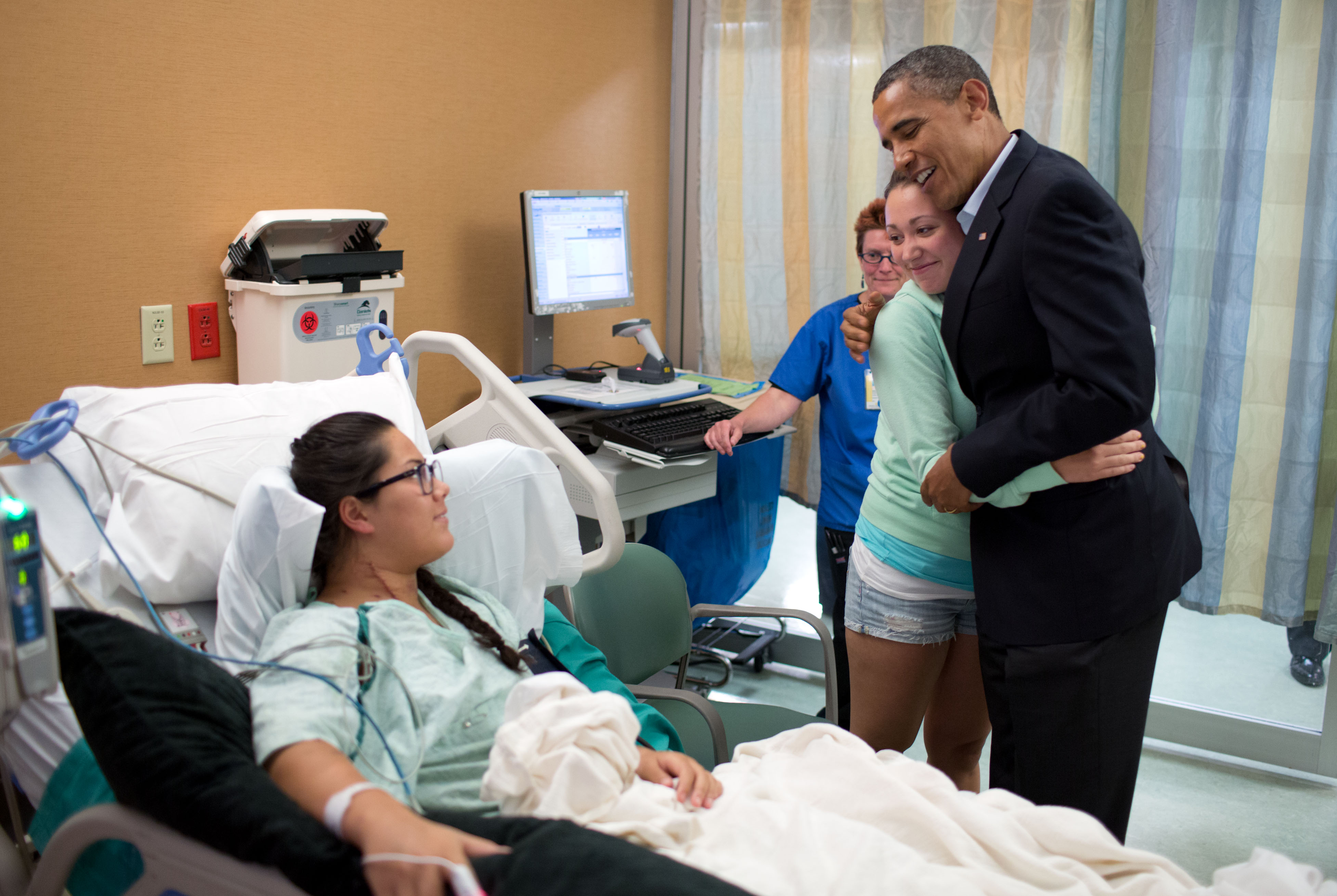
El presidente de Estados Unidos, Barack Obama visitando a las víctimas del tiroteo en el University of Colorado Hospital

En total murieron doce personas; diez murieron en la escena y otras dos fueron declaradas muertas en los hospitales locales. Los informes iniciales dijeron que cincuenta o cincuenta y tres personas fueron heridas. Los números fueron posteriormente actualizados a setenta y una personas tiroteadas, con doce muertos y cincuenta y nueve heridos. De acuerdo con el ABC News, el número de víctimas lo hace el tiroteo más grande en la historia de los Estados Unidos. No lo es si se considera únicamente el número de víctimas mortales.
Los heridos fueron tratados en Children's Hospital, Denver Health Medical Center, Medical Center of Aurora, Parker Adventist Hospital, Rose Medical Center, Swedish Hospital, y University Hospital, como también un hospital improvisado establecido en la escena del ataque. Los testigos no lesionados fueron transportados a la Escuela Gateway para presentar sus informes. Las edades de las víctimas van desde 3 meses a 51 años, el niño de tres meses de edad fue dado de alta después de ser tratado.
La primera víctima mortal identificada fue Jessica Ghawi, una periodista deportiva de 24 años de edad que tenía un bolígrafo con su nombre. Había previamente sobrevivido al tiroteo en Toronto Eaton Centre el 3 de junio de 2012. También se confirmó que un marinero y dos aviadores de la Armada de los Estados Unidos y la Fuerza Aérea, estuvieron en el escenario del tiroteo. Los dos pilotos resultaron heridos.
La víctima más joven fue una niña de seis años de edad, atendida en el Children's Hospital Colorado quien falleció producto de las heridas.
El 22 de julio, el presidente Barack Obama viajó a Colorado para reunirse con las víctimas de la masacre. La visita fue para reunirse brevemente con las autoridades locales y reconfortar a los familiares de las víctimas, entre ellos más de medio centenar de heridos.

### Lista de personas fallecidas
- Jessica Ghawi (24 años).
- Alex M. Sullivan (27 años).
- Gordon W. Cowden (51 años).
- Jesse E. Childress (29 años).
- Jonathan T. Blunk (26 años).
- John T. Larimer (27 años).
- Matt McQuinn (27 años).
- Micayala C. Medek (23 años).
- Rebecca Ann Wingo (32 años).
- Veronica Moser-Sullivan (6 años).[23]

### Recepción en hospitales
- Children's Hospital Colorado: siete víctimas.
- Denver Health Medical Center: once víctimas.
- Swedish Medical Center: tres víctimas.
- University Medical Center: veinte víctimas.
- Aurora Medical Center: quince víctimas.

## Presunta causa
El comisionado del Departamento de Policía de Nueva York, Ray Kelly, afirmó en una rueda de prensa que James Holmes, de 24 años, le dijo que era el Joker. «Sí, efectivamente, se identificó como El Joker», fue una de las afirmaciones de Kelly. El comisionado también dijo que «Él tenía el pelo teñido de anaranjado, me dijo que era El Joker, obviamente el enemigo de Batman». Se ha pretendido relacionar el comportamiento airado y agresivo en este tipo de individuos con la temática violenta de cierto tipo de películas. «Así como la gente imagina cosas sexuales después de ver una película sexual, otras personas pueden tener ideas agresivas después de ver una película violenta» Sin embargo, millones de personas ven este tipo de cintas y es ínfimo el porcentaje que reacciona de tal manera casos similares.

## Juicio
El lunes 23 de julio de 2012, se hizo el juicio contra Holmes, el estudiante que asesinó a 12 personas y dejó 59 heridos. Con el pelo pintado de anaranjado y una expresión de perplejidad, asistió ante la justicia para escuchar sus cargos.
James Holmes llevaba uniforme naranja y su mirada variaba entre la inexpresión, la perplejidad y la tristeza, durante la audiencia ante un juez del Condado de Araphoe, al que pertenece la localidad de Aurora, el suburbio de Denver donde ocurrió la masacre en la medianoche del viernes.
Era imposible determinar si el comportamiento de Holmes era resultado del estrés, de medicamento, de desequilibrio o, tal vez, parte de una actuación. La audiencia duró menos de 10 minutos, y tuvo entre el público a varios familiares de las víctimas. Holmes compareció nuevamente ante la corte el lunes (30 de julio de 2012) para escuchar formalmente los cargos y fue puesto bajo custodia sin derecho a fianza.

### Cargos
El abogado de Denver y analista legal de Scott Robinson opinó que los abogados de Holmes "No tienen muchas más opciones que pedir una declaración de no culpabilidad por problemas mentales". Según las leyes de Colorado, Holmes podría enfrentar múltiples cargos de asesinato y de intentos de asesinato por los heridos.
Entre las personas que asistieron a la audiencia estaba Davis Sánchez, cuya hija embarazada Katy y su yerno Caleb resultaron heridos.
El 30 de julio de 2012, Holmes fue acusado de 142 cargos. Entre las acusaciones hay 116 de intento de asesinato, uno por posesión ilegal de explosivos y un cargo agravado por crimen violento. 
Holmes pasará toda la semana (hasta que llegue su audiencia) por un túnel bajo tierra que conecta la corte con la prisión del condado de Arapahoe.

### Pena
Los fiscales pidieron entre la semana lunes 23 de julio a domingo 29 de julio la pena de muerte, pero debian consultar a las familias de las víctimas si estaban dispuestas a proseguir con un caso de pena de muerte, el cual puede ser muy largo y requiere la presencia de los testigos en todas las audiencias, lo cual puede ser psicológicamente devastador. "Queremos tener su opinión antes de tomar una decisión sobre eso", dijo la fiscal Carol Chambers.
Si bien la policía señaló que no hay dudas sobre la responsabilidad de Holmes, quien se entregó afuera del local todavía vestido con un traje antibalas, la fiscal afirmó que el caso no estaba necesariamente asegurado. "Aún hay que investigar una enorme cantidad de evidencia y nunca debemos presumir que será un juego de niños".

## Condena
Un jurado de conciencia en el estado de Colorado condenó a James Eagan Holmes a cadena perpetua sin derecho a libertad anticipada así obviando la pena de muerte, la sentencia fue dictada el día 7 de agosto de 2015

## Agresor

### En la escena
El  múltiple asesino, James Eagan Holmes (Nacido el 13 de diciembre de 1987), fue detenido por la policía en la escena. Fue encontrado junto a su auto en el estacionamiento del cine con todas sus armas, y no opuso ninguna resistencia cuando fue arrestado.

### Explosivos sospechosos
Una vez aprehendido, el sospechoso les habló a las autoridades acerca de explosivos en su residencia en el norte de Aurora. De acuerdo con la policía, Holmes les dijo que dejó una trampa de explosivos en su apartamento antes de ir al cine; como resultado, la policía evacuó cinco edificios cercanos. La policía dijo que los explosivos "parecían muy sofisticados." El complejo de apartamentos es limitado a los estudiantes del Centro Médico de la Universidad de Colorado, pacientes, y miembros del personal.
Los agentes de FBI y oficiales de policía usaron una escalera para subir al apartamento de Holmes, donde instalaron una cámara en el extremo de una vara de 12 pies y descubrieron que el lugar tenía una trampa explosiva. Las autoridades evacuaron cinco edificios ya que intentaban descubrir cómo desarmar los artefactos explosivos al tiempo que despejaban el área.

### Biografía
Holmes fue criado en una familia judía en San Diego, California. Se graduó de San Diego, de la Escuela Secundaria Westview en 2006 y obtuvo una licenciatura en neurociencia de la Universidad de California en Riverside en 2010. Holmes tenía graves dificultades de encontrar trabajo después de obtener su licenciatura. Luego, intentó obtener un doctorado en neurociencia de la Escuela de Medicina de la Universidad de Colorado en Aurora, pero dejó esos estudios en junio de 2012. 
Sus conocidos describieron a Holmes como una persona agradable, quien parecía ser un estudiante "muy inteligente" quien no mostraba ningún signo de ser una persona violenta. También fue descrito como una persona introvertida y tímida, y fuertemente involucrado en su iglesia local.

## Reacciones

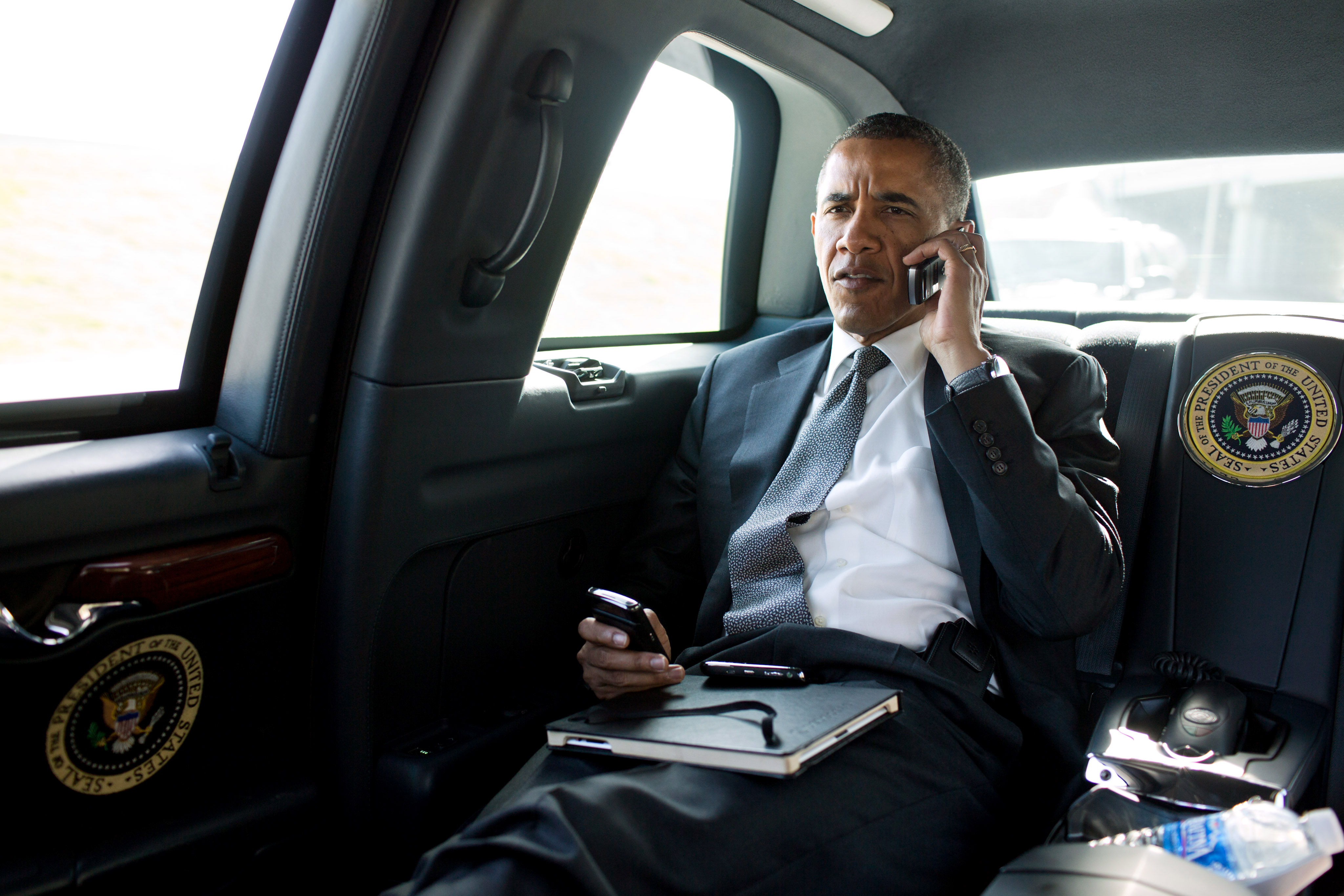
Barack Obama ofreciendo sus condolencias al alcalde de Aurora Steve Hogan tras la masacre.

El presidente Barack Obama calificó el tiroteo de «horrible y trágico,» en relación con lo cual expresó que: «Estamos comprometidos a hacer llegar al responsable la justicia que se merece, poner todos nuestros esfuerzos para garantizar la seguridad de nuestro pueblo, y el de darles los cuidados necesarios a aquellos que han sido heridos». Obama canceló su evento de la segunda campaña en Florida y regresó a la Casa Blanca. El presidente también pidió un minuto de silencio por el trágico hecho.
El candidato republicano a la presidencia, Mitt Romney, dijo que él y su esposa estaban profundamente entristecidos por los disparos. El representante Ed Perlmutter, cuyo distrito incluye Aurora, emitió una declaración en la mañana del viernes: «Colorado no es un lugar violento, pero tenemos algunas personas violentas. Somos una comunidad fuerte y resistente, y nos apoyaremos el uno al otro en los días, semanas y meses por venir».
El distribuidor de la película de Warner Bros. dijo que estaba profundamente entristecido por el tiroteo, y anunció que cancelaría el estreno en París de The Dark Knight Rises. La campaña de marketing para la película fue suspendida en Finlandia.
Hans Zimmer compositor de la música de la película, compuso Aurora, una canción en honor a las víctimas.«Las palabras no pueden expresar el horror que siento», aseguró Christian Bale en un comunicado. «No puedo empezar a entender de verdad el dolor y la pena de las víctimas y sus seres amados, pero mi corazón está con ellos», concluyó. Además Christian Bale visitó a los heridos.

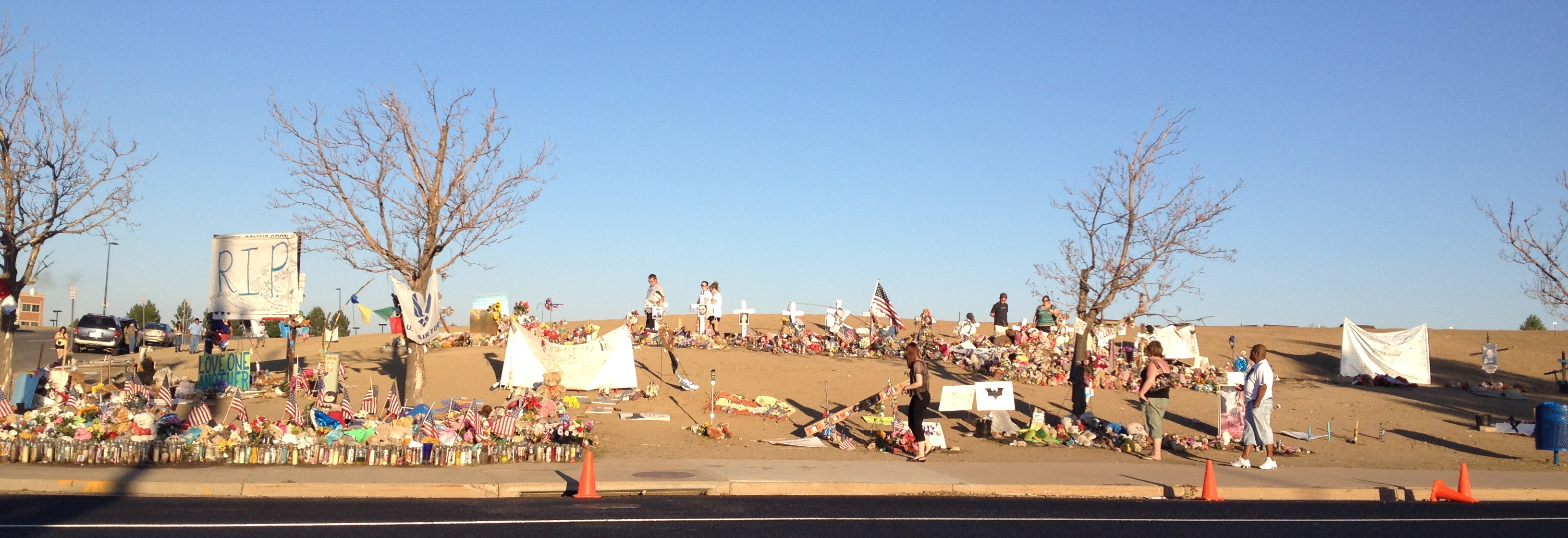
Memorial instalado frente al complejo de cines de Aurora